# Torqueola hypolampra
Torqueola hypolampra là một loài bướm đêm trong họ Crambidae.